# Pyrrhotachina proboscidea
Pyrrhotachina proboscidea là một loài ruồi trong họ Tachinidae.